# Tekst krytyczny
Tekst krytyczny - tekst ustalony przez wydawcę naukowego jako najbardziej poprawny i zgodny z intencją autora.